# Gojko
Gojko je moško osebno ime.

## Izvor imena
Ime Gojko je slovanskega izvora. Sestavljeno je iz besede goj s pripono -ko ali pa je skrajšana oblika iz zloženih imen s sestavino goj, npr. Gojmir, Gojislav. Za besedo goj navaja F. Miklošič pomen »pax« to je »mir.« Pomensko podobno ime je Mirko. V hebrejščini je pomen izraza goj popolnoma drugačen: nekdo, ki ni judovskega rodu — gentilis.
V Srbiji in drugje se pojavlja tudi priimek Gojković.

## Različice imena
- moške oblike imena: Gojmir, Goj, Gojan, Gojc, Gojčo, Gojimir, Gojislav
- ženske oblike imena: Goja, Gojislava, Gojka

## Pogostost imena
Po podatkih Statističnega urada Republike Slovenije je leta 2022 v Sloveniji število moških oseb z imenom Gojko: 207, največ v Osrednjeslovenski regiji (61). Po letu 2000 je novorojencev s tem imenom zanemarljivo malo. Ime Gojko je uporabljal Oton Župančič kot enega med svojimi psevdonimi. Med prepoznavne osebe s tem imenom sodijo v Sloveniji Gojmir Lešnjak, Gojko Zalokar, Gojko Stanič, Gojko Zupan. Ime je pogosto tudi na Hrvaškem, v Srbiji in Črni Gori. Med izstopajočimi osebami je nekdanji srbski, v Nemčiji delujoči igralec Gojko Mitić, ki je redno igral Indijance. Znan je bil tudi nogometni trener Gojko Zec. 